# Barrinha (ort)
Barrinha är en ort i Brasilien.   Den ligger i kommunen Barrinha och delstaten São Paulo, i den sydöstra delen av landet, 600 km söder om huvudstaden Brasília. Barrinha ligger 514 meter över havet och antalet invånare är 26 981.
Terrängen runt Barrinha är platt. Runt Barrinha är det ganska glesbefolkat, med 48 invånare per kvadratkilometer.. Närmaste större samhälle är Sertãozinho, 19,0 km öster om Barrinha.
Trakten runt Barrinha består till största delen av jordbruksmark.